# Staurogyne harmandii
Staurogyne harmandii, vrsta primogovki, jednogodišnja biljka nekada smještena u vlastiti monotipski rod Ancistrostylis i porodici Plantaginaceae. Javlja se i pod imenom Bacopa harmandii. Endem je iz Laosa, prvi puta opisan kako Herpestis harmandii
Neki su autori ovu vrstu uključili su u rod Staurogyne (porodica Acanthaceae) pod imenom Staurogyne harmandii.

## Sinonimi
- Ancistrostylis harmandii (Bonati) T.Yamaz.
- Herpestis harmandii Bonati
- Bramia harmandii Pierre ex Bonati
- Bacopa harmandii (Bonati)